# Pseudobranchus
Genre
Synonymes
- Parvibranchus Hogg, 1839

Pseudobranchus est un genre d'urodèles de la famille des Sirenidae.

## Répartition
Les deux espèces de ce genre sont endémiques des États-Unis. Elles se rencontrent de la Caroline du Sud à la Floride.

## Liste des espèces
Selon Amphibian Species of the World (27 février 2014) :
- Pseudobranchus axanthus Netting & Goin, 1942
- Pseudobranchus striatus (LeConte, 1824)

## Publication originale
- Gray, 1825 : A synopsis of the genera of reptiles and Amphibia, with a description of some new species. Annals of Philosophy, sér. 2, vol. 10, p. 193-217 (texte intégral).